# Красноватый дятловый древолаз
Красноватый дятловый древолаз (лат. Dendrocincla homochroa) — воробьиная птица, гнездящаяся в  тропических лесах Нового Света: от Южной Мексики до Северной Колумбии и Венесуэлы. Выделяют 4 подвида.
Красноватый дятловый древолаз достигает длины 17,5—20,5 см; самцы весят от 34 до 43 г, а самки— от 27 до 39 г. Он почти полностью рыжий с бледным горлом и серой линией от клюва до глаз. Клюв длинный и прямой.
Голос птицы представляет собой писклявое квинк или громкое дии.
Красноватый дятловый древолаз обитает в пригорных влажных лесах в низинах или на предгорьях на высоте до 1600 м, а также в прилегающих полуоткрытых лесах и полянах.
Красноватые дятловые древолазы питаются пауками и насекомыми. Они преследует колонны кочевых муравьёв, иногда  группами до трёх птиц, налетая с деревьев, чтобы поймать членистоногих, вспугнутых муравьями.
Гнездо строится в виде листа в полом стволе пальмового дерева, и откладывается 2-3 белых яйца. Взрослые птицы также спят поодиночке в дуплах деревьев.
Как и на других лесных птиц, на этот вид негативно влияет вырубка лесов. Например, в Колумбии эта птица обычна на северо-западе гор Сьерра-Невада-де-Санта-Марта, хотя в других местах она достаточно редкая птица. Этот вид, по-видимому, избегает изменённую человеком среду обитания и вторичные леса, когда это возможно. Таким образом, эта птица используется как биоиндикатор.
Тем не менее, её ареал занимает большую территорию, и там, где достаточно жилищ, она зачастую остаётся там. Поэтому, МСОП относит птицу к видам, находящимся под наименьшей угрозой.